# Байдар, Алааттин
Алаатти́н Байда́р (тур. Alaattin Baydar; 1 января 1901, Стамбул, Османская империя — 13 июля 1990, Стамбул) — турецкий футболист и футбольный функционер, играл на позиции нападающего. Участник Олимпийских игр (1924, 1928).

## Биография

### Клубная карьера
Всю футбольную карьеру Байдар играл за «Фенербахче», за который в общей сложности сыграл 324 матча и забил 362 гола. Он входит в число лучших бомбардиров «жёлтых канареек» в истории клуба. Помимо этого, он является одним из лучших нападающих в противостоянии с «Галатасараем» — за 39 матчей против «львов» Байдар забил 24 гола. В составе «жёлтых канареек» Байдар выиграл два раза Стамбульскую лигу в 1921 и 1923 годах.

### Карьера в сборной
В составе сборной Турции принимал участие на олимпийском футбольном турнире 1924 года, где сыграл в матче против сборной Чехословакии (2:5).
Через четыре года на олимпийском футбольном турнире 1928 года Байдар сыграл в матче со сборной Египта (1:7). Всего за сборную Турции сыграл 16 матчей и забил 1 гол.

### Смерть
Скончался 13 июля 1990 года в Стамбуле в возрасте 89 лет.

## Достижения
«Фенербахче»
- Чемпион Стамбульской лиги (2): 1920/21, 1922/23